# Kōsuke Kitajima
Kōsuke Kitajima (jap. 北島 康介 Kitajima Kōsuke; * 22. September 1982 in Tokio) ist ein ehemaliger japanischer Schwimmer.

## Werdegang
Kitajima war einer der weltbesten Brustschwimmer. Seine internationale Karriere im klassischen Bruststil begann bei den Olympischen Spielen 2000 in Sydney, als er Vierter über 100 m Brust wurde. Der Durchbruch gelang ihm 2002 bei den Asienmeisterschaften, als er den zehn Jahre alten Weltrekord über 200 m Brust verbessern konnte.
Als er dann 2003 bei den Weltmeisterschaften in Barcelona jeweils die Goldmedaille über 100 und 200 m Brust gewann, wuchs er in seiner japanischen Heimat zu einem Superstar heran. Ausgestattet mit millionenschweren Werbeverträgen startete er 2004 mit großer Erwartungshaltung seiner japanischen Fans bei den Olympischen Spielen in Athen und wurde einer der Superstars der Spiele mit zwei Olympiasiegen über 100 und 200 m Brust. Hinzu kam die Bronzemedaille über 4 × 100 m Lagen, wo er in seiner Brustdisziplin Garant für den Medaillengewinn war. Bei den Schwimmweltmeisterschaften 2005 in Montréal gewann er über 100 m Brust die Silbermedaille hinter dem US-Amerikaner Brendan Hansen. Bei den Olympischen Spielen 2008 in Peking wurde Kitajima erneut Olympiasieger über 100 und 200 m Brust und gewann mit der japanischen Staffel die Bronzemedaille über 4 × 100 m Lagen. Vier Jahre später bei den Olympischen Sommerspielen in London konnte Kitajima keine Einzelmedaille gewinnen (5. Platz über 100 m Brust, 4. Platz über 200 m Brust). Mit der Lagenstaffel gewann er jedoch Silber hinter den Vereinigten Staaten.

## Rekorde

### Persönliche Bestleistungen
Langbahn
- 100 m Brust – 58,91 s (11. August 2008 in Peking)
- 200 m Brust – 2:07,51 min (6. Juni 2008 in Tokio)

Kurzbahn
- 100 m Brust – 57,95 s (26. Februar 2005 in Tokio)
- 200 m Brust – 2:06,06 min (17. Januar 2004 in Berlin)